# Asteromata
"Asteromata"  (em grego:  Αστερομάτα; em português: Olhos de estrela) é uma canção da cantora grega Klavdia, escrita por Arcade e Klavdia com produção a cargo de Arcade. Foi lançada a 10 de janeiro de 2025 e representou a Grécia no Festival Eurovisão da Canção de 2025.

## Contexto e composição
A canção «Asteromata» foi escrita por Klavdia Papadopoulou juntamente com Arcade. A letra da canção inspira-se no genocídio dos gregos pônticos e na subsequente migração forçada, um tema parcialmente abordado no Festival Eurovisão da Canção de 2016 pelo grupo grego Argo com a canção «Utopian Land».
Numa entrevista, a interprete, que é de origem pôntica, explicou que a mensagem da canção pretende homenagear aqueles que foram forçados a abandonar a sua terra natal, transmitindo uma mensagem de esperança e resiliência.

## Eurovisão
O festival Ethnikós Telikós 2025 foi organizado pela Ellinikí Radiofonía Tileórasi para selecionar a sua participação no Festival Eurovisão da Canção desse ano. A 10 de janeiro de 2025, durante o programa «Proian se eidon» da ERT1, foi anunciado que Klavdia iria competir na final nacional grega para escolher o representante do país para a Eurovisão.
A canção venceu o Ethnikós Telikós a 30 de janeiro de 2025, onde ficou em 1.º lugar geral pelo júri nacional e internacional, bem como pelos votos do público, ganhando também o direito de representar a Grécia no Festival Eurovisão da Canção de 2025 em Basileia, na Suíça.